# Ion Gribincea
Ion Gribincea a fost un bober român, care a concurat în cadrul competițiilor de bob din anii '30 ai secolului al XX-lea.
El a câștigat medalia de argint în proba de bob - 4 la Campionatul Mondial de bob de la Garmisch-Partenkirchen (1934). 